# Ötzi

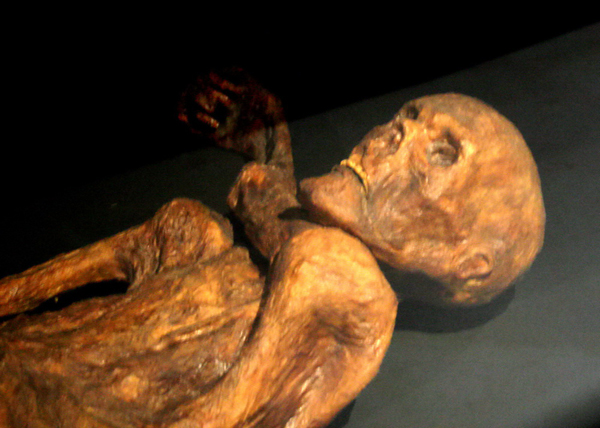
Ötzi

Ötzi (se pronunță [ pron. ö-ți ]) este numele care se folosește pentru mumia omului zăpezilor (omul ghețarilor), găsit în Munții Alpi în apropierea graniței dintre Austria și Italia. A fost descoperit la data de 19 septembrie 1991 de soții Heidi și Helmut Simon din Nürnberg (Germania). Cuvântul provine de la râul Ötz.
Numele său oficial este „Omul din (localitatea) Hauslabjoch”. Alte nume sunt „Omul din ghețar”, „Mumia din (muntele) Similaun” și „Bărbatul din Similaun”. Este vorba despre un corp de bărbat mumificat care a trăit la sfârșitul neoliticului respectiv la începutul epocii cuprului, acum circa 5.300 ani. Corpul, care a fost găsit la 3.210 m altitudine într-un ghețar din Alpii Ötztal, este foarte bine păstrat și este aproape complet, inclusiv îmbrăcămintea, încălțămintea și armele de corp din acea vreme. Bărbatul a ajuns la vârsta de cca 46 de ani. Se pare că a murit într-o luptă, din cauză că a fost străpuns de săgeți adverse.
Actualmente este expus publicului în muzeul arheologic din orașul italian Bolzano (germană: Bozen).